# Servicio basado en localización
Los LBS (Location Based Services) o LDIS (Location Dependent Information Services) hacen referencia a Servicios Basados en Localización o para algunos autores simplemente servicios de localización. 
Los Servicios Basados en Localización buscan ofrecer un servicio personalizado a los usuarios basándose en la mayoría de situaciones en información de ubicación geográfica de estos. Estos servicios son capaces de entregar la información geográfica y geoprocesamiento de los usuarios móviles con base en su ubicación actual.  Para su operación utiliza tecnología de Sistemas de Información Geográfica, alguna tecnología de posicionamiento bien sea de lado cliente (ej GPS, WiFi, etc) o de lado servidor (ej. servicio de posicionamiento suministrado por el operador de la red) y tecnología de comunicación de redes para transmitir información hacia una aplicación LBS que pueda procesar y responder la solicitud. 
Las aplicaciones típicas LBS buscan proveer servicios geográficos en tiempo real. Algunos ejemplos típicos de esto son servicios de mapas, enrutamiento y páginas amarillas geográficas. 
El nivel de precisión posicional y desempeño para navegación es fundamental para el mercado de servicios basados en localización. Algunos fabricantes de antenas buscan para esto mejorar la calidad de la señal y reducir el tamaño de la antena.
Existen una diversidad de aplicaciones de diferentes características de uso común entre las cuales están: análisis de redes de transporte, determinación del estado del clima y calidad del aire, ubicación de lugares (hoteles, restaurantes, gasolineras, etcétera).
Mantener la privacidad de los usuarios también es de suma importancia cuando se utilizan servicios basados en la ubicación. Investigaciones recientes han demostrado que el crowdsourcing también es un enfoque eficaz para localizar objetos perdidos y al mismo tiempo mantener la privacidad de los usuarios. Esto se hace garantizando un nivel limitado de interacciones entre usuarios.